# 双曲幾何学
双曲幾何学（そうきょくきかがく、英語: hyperbolic geometry）またはボヤイ・ロバチェフスキー幾何学 (英: Bolyai-Lobachevskian geometry) とは、まっすぐな空間（ユークリッド空間、放物幾何的空間）ではなく、負の曲率を持つ曲がった空間における幾何学である。
ユークリッド幾何学の検証ということでサッケリーなども幾つかの定理を導いているが、完全で矛盾のない公理系を持ちながらユークリッド幾何学ではないような新しい幾何学と認識してまとめたのは同時期にそれぞれ独立に発表したロバチェフスキー（1829年発表）、ボヤイ（1832年発表）、およびガウス（発表せず）らの功績である。
ユークリッドのユークリッド原論の5番目の公準（任意の直線上にない一点を通る平行な直線がただ一本存在すること、 平行線公準）に対して、それを否定する公理を付け加え、その新たな平行線公理と無矛盾な体系として得られる幾何学である非ユークリッド幾何学の一つである。双曲幾何学の場合には、「ある直線 L とその直線の外にある点 p が与えられたとき、p を通り L に平行な直線は無限に存在する」という公理に支えられて構成される。
双曲幾何学では、ユークリッド原論の平行線公準以外の公理公準はすべて成立する。これは平行線公準が独立した公準であり、ほかの公準からは証明できないということである。なぜならば他の公準から証明できるとすればその他の全ての公準が成り立つ双曲幾何学でも平行線公準が成り立つはずだからである。この幾何学は、もともと平行線公準をユークリッド原論のほかの公準から証明しようとして作られた幾何学だが、皮肉なことにこの幾何学により平行線公準は独立でほかの公準からは証明できないことが証明された。

## 双曲幾何学のモデル
楕円幾何学においては球面幾何学がそのモデルであったわけだが、双曲幾何学においてはベルトラミの考案したポワンカレの上半平面モデルやポワンカレの円板モデルが有名である。
他にもベルトラミーの擬球面と呼ばれる無限に開き続ける漏斗のような曲面のモデルや双曲面モデル（"半径iの円"）、クラインモデルというものもある。
これらの例のような双曲幾何学の成立する曲面は双曲平面（＝二次元双曲多様体）と呼ばれる。
上に挙げた双曲平面は、双曲幾何学が完成した後に発見された。

## 物理学への応用
以上は数学的な双曲幾何学だったが、物理学的な双曲幾何学によりこれを現実の世界に応用することができる。
高速で回転する円盤上ではローレンツ収縮により物体の長さが縮む。このとき円盤の中心から遠ざかるにつれて回転速度が速くなるため、端に行くほどローレンツ収縮の効果が強く出ることになる。このような場合では二点間を結ぶ最短距離は（円盤の直径を除いて）回転の遅い中心よりの線になり止まった状態の円盤から見ると曲線になる。つまり高速で円盤を回転させたために直線が曲がり3次元の空間が負の曲率を持ったのである。

## 学習参考書
- 深谷賢治：「双曲幾何」、岩波書店（現代数学への入門）、ISBN 4-00-006882-2 (2004年9月7日).